# ألدو غونزاليس
ألدو غونزاليس (بالإسبانية: Aldo González Barbery)‏ هو لاعب دفع الجلة بوليفي، ولد في 5 سبتمبر 1984 في مونتيرو، بوليفيا في بوليفيا.

## وصلات خارجية
- ألدو غونزاليس على موقع الاتحاد الدولي لألعاب القوى (الإنجليزية)